# Число Райо
Число Райо — це одне з найбільших чисел, відомих у математиці, яке було сформульовано в рамках дискусій про найбільше конкретно визначене число. Воно було запропоноване математиком і філософом Агустіном Райо під час математичного конкурсу у 2007 році.

## Визначення
Число Райо визначається як найменше число, більше за будь-яке число, яке можна описати за допомогою обмеженої кількості символів у формальній мові теорії множин.
Іншими словами, якщо уявити, що нам дозволено використовувати будь-яку загальноприйняту математичну нотацію та формальні визначення чисел, але маємо обмеження на довжину запису, то Число Райо буде першим числом, яке не можна описати в межах цього обмеження.
Формально:
- Найменше число, більше за будь-яке число, яке можна виразити за допомогою менше ніж ℵ⁰ символів у формальній мові.

Це означає, що воно не лише більше за такі величезні числа, як гуголплекс або число Грема, але й перевершує всі числа, які можуть бути записані через складні системи позначення, наприклад:
- нотація Кнута,
- нотація Стейнгауза (мега, мега-мега тощо),
- швидкоростучі функції, такі як **f_{\omega}** у системі швидкозростальних ієрархій,
- будь-яке інше математичне визначення, що використовує кінцеву кількість символів.

## Походження
Число Райо з'явилося 26 січня 2007 року під час математичного конкурсу на найбільше конкретно визначене число, який проходив у рамках конференції з філософії математики.
Агустін Райо запропонував його як частину дискусії про обмеження мови та запису математичних об'єктів. Ідея полягала в тому, що якщо існує граничне обмеження на кількість символів, що можуть бути використані для визначення числа, то має бути найменше число, яке виходить за ці межі. Це число стало відомим як **число Райо**.

## Властивості
1. Надзвичайно велике
  - Число Райо настільки велике, що перевершує не лише всі класичні великі числа, але й будь-яке число, яке можна описати в будь-якій відомій математичній нотації.
  - Воно перевищує навіть такі складні конструкції, як нумерація Фейта або гідра-ігри Гудштайна, що використовуються для визначення величезних чисел.
2. Неможливість запису
  - Жодна відома система позначень не може описати Число Райо в повному вигляді.
  - Його можна визначити лише концептуально, через обмеження на можливість опису інших чисел.
3. Зв'язок з теорією обчислюваності
  - Число Райо пов'язане з поняттями невизначуваних чисел у теорії множин.
  - Воно показує, що навіть у строгих математичних системах можуть існувати обмеження на можливість опису величезних чисел.

## Число Райо й інші великі числа
Якщо порівнювати число Райо з іншими відомими великими числами, воно займає абсолютно домінуюче місце. Деякі приклади:
- Гугол (10¹⁰⁰) та гуголплекс (10^(10¹⁰⁰)) — надзвичайно малі порівняно з Числом Райо.
- Число Грема (що визначається рекурсивно через тетрацію) — також набагато менше.
- TREE(3), яке зростає швидше за число Грема, все одно залишається нижчим за Число Райо.
- Бакеровські функції, що використовуються для опису величезних чисел у теорії доказів, також менші за Число Райо.

Таким чином, Число Райо не просто більше за ці числа — воно виходить за межі будь-якого відомого способу позначення кінцевого числа у математиці.

## Значення у математиці
Число Райо є важливим концептуальним об'єктом у дослідженнях **обмежень математичних позначень** та **зростання функцій**. Воно демонструє межі людської здатності до формалізації надвеликих величин і є цікавим прикладом у філософії математики.

## Висновки
- Число Райо — це найбільше конкретно визначене число, яке виходить за межі будь-якої скінченної математичної нотації.
- Його неможливо обчислити або представити традиційними методами.
- Воно має глибокі зв'язки з теорією множин, обчислюваністю та філософією математики.